# Frères Niland

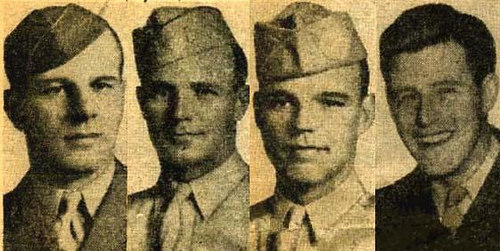
Les frères Niland, de gauche à droite : Edward, Preston, Robert et Fredrick.

Les frères Niland sont quatre frères américains originaires de Tonawanda, dans l'État de New York, servant tous dans l'armée américaine durant la Seconde Guerre mondiale.
Sur les quatre, deux survécurent au conflit, mais on pensa pendant un moment qu'un seul, Frederick Niland, avait survécu. Frederick fut alors retiré du front de Normandie et renvoyé aux États-Unis pour terminer sa période militaire. Il apprit seulement après la guerre que son frère Edward, présumé mort, était en fait interné par les japonais dans un camp de prisonniers en Birmanie.

## Détails
Les quatre frères sont :
- le technical sergeant (en) Edward Niland (22 décembre 1912-février 1984)[1], pilote de l'US Army Air Forces. Son bombardier est abattu le 16 mai 1944. Capturé, il est libéré le 4 mai 1945[1],[2]. Il vit à Tonawanda jusqu'à sa mort en 1984, à l'âge de 71 ans ;
- le second lieutenant Preston T. Niland (1915–7 juin 1944)[1] du 22e régiment d'infanterie de la 4e division d'infanterie américaine. Débarqué le 6 juin 1944, il est tué le 7 juin 1944 à proximité d'Utah Beach, aux abords du poste de commandement des batteries de Crisbecq. Sur le lieu de sa mort se trouve la stèle officielle dédiée à sa mémoire et celles des combattants de la liberté, sur les lieux du musée du poste de commandement de Crisbecq.
- le technical sergeant Robert « Bob » J. Niland (1919–6 juin 1944)[1] de la compagnie D du 505e régiment d'infanterie parachutiste de la 82e division aéroportée américaine. Tué le 6 juin 1944 en Normandie près de Sainte-Mère-Église, il se porta volontaire avec deux de ses camarades pour retarder une avance allemande, alors que sa compagnie se repliait de Neuville-au-Plain ; ses deux camarades survécurent ;
- le sergeant Frederick « Fritz » Niland (23 avril 1920–1er décembre 1983)[1] du 501e régiment d'infanterie parachutiste de la 101e division aéroportée américaine ; Fritz mourut en 1983 à San Francisco à l'âge de 63 ans[1].

|                                                                       |  |                                                                 |
| Tombe de Preston Niland au cimetière américain de Colleville-sur-Mer. |  | Tombe de Robert J. Niland à côté de celle de son frère Preston. |

Les deux frères Preston et Robert Niland sont enterrés, côte à côte, au cimetière américain de Colleville-sur-Mer en Normandie.[réf. souhaitée]
En juin 2019, un mémorial a été ouvert au pied du poste de commandement des batteries de Crisbecq pour le 75e anniversaire du D-Day, en mémoire de Preston Niland qui y fut tué le 7 juin 1944. Preston Niland, avec ses hommes, avait pour mission de capturer Walter Ohmsen dans son PC et d'obtenir ainsi la reddition de la garnison allemande.

## Sœurs
Les frères Niland avaient aussi deux sœurs :
- Clarissa Marie Niland (15 février 1910-25 janvier 1996)[réf. souhaitée] ;
- Margaret Niland (1916–1986).[réf. souhaitée]

## Dans la culture populaire
Le film Il faut sauver le soldat Ryan (1998) de Steven Spielberg s'inspire de cette histoire.